# Gare de Saint-Jodard
Gare de Saint-Jodard vasútállomás Franciaországban, Saint-Jodard településen.

## Vasútvonalak
Az állomást az alábbi vasútvonalak érintik:
- Moret–Lyon-vasútvonal

## Kapcsolódó állomások
A vasútállomáshoz az alábbi állomások vannak a legközelebb:
- Gare du Coteau (Gare de Moret - Veneux-les-Sablons)
- Gare de Balbigny (Lyon-Perrache pályaudvar)